# Lemsterlands

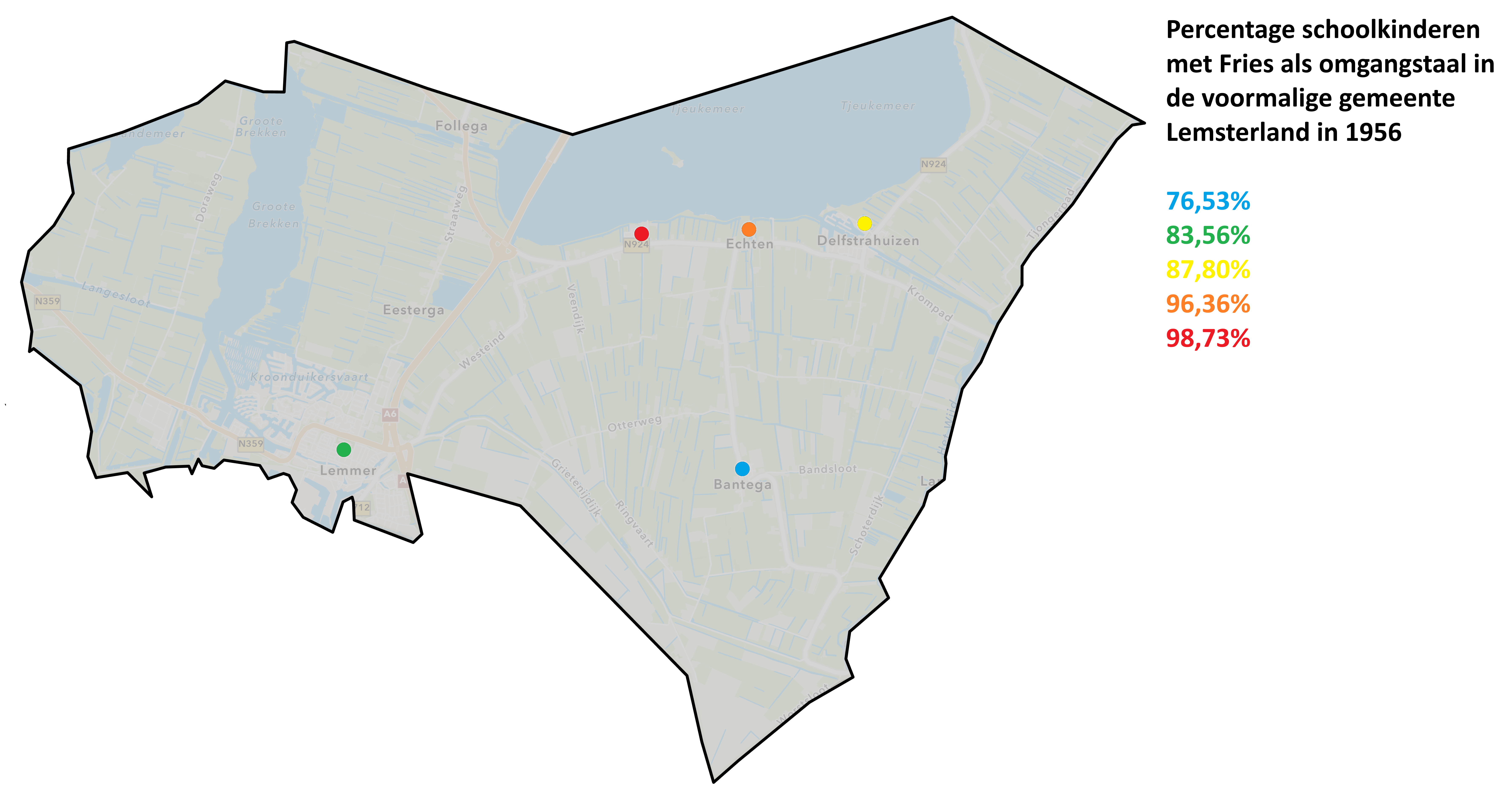
Verspreiding van het Fries als omgangstaal in de voormalige gemeente Lemsterland. In de benoemde dorpen wordt Lemsterlands gesproken. In Lemmer niet.

Het Lemsterlands is een vorm van het Zuidwesthoeks, een Fries dialect, dat gesproken wordt in het oostelijke gedeelte van de vroegere Nederlandse gemeente Lemsterland (provincie Friesland). Het wordt gesproken in de dorpen Bantega, Oosterzee-Buren, Oosterzee-Gietersebrug, Echten, Echtenerbrug en Delfstrahuizen.
Onder invloed van het aangrenzende Stellingwerfs, een vorm van het Nedersaksisch, of door negentiende-eeuwse invloed van de Gieterse verveners, is de klank van de <g> aan het begin van het woord van een [g] veranderd naar een [x]. De g aan het begin van een woord wordt daardoor niet zoals in de rest van Friese taalgebied zoals de <g> in het Engelse 'good' uitgesproken, maar met de schraapklank zoals in het Nederlandse 'gaat.' Aan ander kenmerk van het Lemsterlands is dat de oorspronkelijke <b> in 'hawwe' (hebben) behouden is. In het Lemsterlands luidt 'hawwe' dus 'habbe.'